# Jurij Romanienko
Jurij Wiktorowicz Romanienko ros. Юрий Викторович Романенко (ur. 1 sierpnia 1944 w osadzie Kołtubanowskij, obwód orenburski w ZSRR) – Lotnik Kosmonauta ZSRR, pułkownik lotnictwa. Ojciec Romana Romanienki, który także jest kosmonautą.

## Wykształcenie i służba wojskowa
- 1961–1962 – ukończył szkołę średnią w Królewcu. Później był m.in. ślusarzem w jednej z fabryk.
- 1966–1970 – został absolwentem Wyższej Wojskowej Szkoły Lotniczej w Czernihowie. Przez następne cztery lata był instruktorem w 702 szkolnym pułku lotniczym.
- 1981 – w systemie zaocznym ukończył Akademię Sił Powietrznych im. J. Gagarina.
- 1995 – 2 października, z uwagi na osiągnięty wiek, rozkazem Ministra Obrony Federacji Rosyjskiej został przeniesiony do rezerwy.

## Kariera kosmonauty i służba w Centrum Przygotowań Kosmonautów
- 1970 – 27 kwietnia został przyjęty do oddziału radzieckich kosmonautów. Razem z nim w grupie znalazło się jeszcze ośmiu innych pilotów wojskowych.
- 1972 – zakończył podstawowe przeszkolenie, po którym został skierowany do programu „Spiral”. Z końcem roku przeniesiono go do programu ASTP.
- 1973–1975 – w maju 1973 został dowódcą jednej z załóg dublerów przygotowywanych w ramach wspomnianego projektu. Inżynierem pokładowym w tej załodze był Aleksandr Iwanczenkow. Po raz pierwszy w historii radzieckich lotów załogowych zostały wówczas opublikowane składy wszystkich 4 załóg przygotowywanych do tej misji, w tym nazwiska kosmonautów, którzy jeszcze nigdy nie byli w kosmosie. W grudniu 1974 podczas startu Sojuza 16 dowodził drugą załogą dublerów. Również podczas startu do wspólnego radziecko-amerykańskiego lotu załogowego załoga Romanienki była jedną z załóg rezerwowych. Jesienią 1975 Romanienko i Iwanczenkow rozpoczęli przygotowania do lotu na pokład stacji kosmicznej Salut.
- 1977–1979 – w październiku 1977, podczas startu Sojuza 25 do pierwszej długotrwałej załogowej wyprawy, obaj byli w załodze rezerwowej. Kosmonautom z Sojuza 25 nie udało się prawidłowo połączyć ze stacją kosmiczną Salut 6 i musieli przedwcześnie powrócić na Ziemię. Niepowodzenie to spowodowało, że podjęto decyzję o przeformowaniu załóg, które już wcześniej trenowały do planowanych misji. Postanowiono, że w każdej załodze musi być kosmonauta, który już przebywał w kosmosie. W ten sposób Jurij Romanienko oraz jego nowy inżynier pokładowy – Gieorgij Grieczko jesienią 1977 rozpoczęli szkolenie w załodze podstawowej pierwszej stałej ekspedycji na Saluta 6. 10 grudnia 1977 bez przeszkód wystartowali w kosmos na pokładzie Sojuza 26. Na pokładzie Saluta 6 przebywali do 16 marca 1978. Pod koniec 1978 został wyznaczony do załogi rezerwowej Sojuza 33 – misji radziecko-bułgarskiej realizowanej w ramach programu Interkosmos (lot ten doszedł do skutku w kwietniu 1979). Jego partnerem był bułgarski kosmonauta Aleksandr Aleksandrow.
- 1980 – we wrześniu na pokładzie statku kosmicznego Sojuz 38 Romanienko uczestniczył w swoim drugim locie kosmicznym. Był to również lot w ramach programu Interkosmos. Na orbicie towarzyszył mu kubański kosmonauta Arnaldo Tamayo Méndez.
- 1981 – w maju był dublerem dowódcy statku Sojuz 40. Funkcję kosmonauty-badacza pełnił wówczas rumuński kosmonauta Dumitru Dediu(inne języki).
- 1984–1987 – we wrześniu 1984 trafił do grupy kosmonautów przygotowujących się do lotu na stację kosmiczną nowej generacji o nazwie Mir. Rok później został dowódcą załogi rezerwowej drugiej stałej wyprawy na Mira. Początkowo w załodze Romanienki rolę inżyniera pokładowego pełnił Musa Manarow, ale później zastąpił go Aleksandr Ławiejkin. W styczniu 1987, gdy obie załogi Sojuza TM-2 były już na kosmodromie Bajkonur, choroba Aleksandra Sieriebrowa z załogi podstawowej spowodowała, że do udziału w locie kosmicznym wyznaczono dublerów. Romanienko i Ławiejkin wystartowali w kosmos 5 lutego 1987. Lot, rekordowy jak na tamte czasy, zakończył się 29 grudnia 1987.
- 1988–1995 – 11 października 1988 opuścił oddział kosmonautów w związku z mianowaniem na stanowisko naczelnika jednego z ogniw Centrum Wyszkolenia Kosmonautów im. J. Gagarina. Wspomnianą funkcję pełnił do 2 października 1995, tj. do momentu opuszczenia armii i przejścia do rezerwy.

## Po opuszczeniu oddziału kosmonautów
Po opuszczeniu korpusu kosmonautów pracował w zamkniętej spółce akcyjnej „Grupa Stilteks”.

## Loty załogowe
- „Sojuz 26”

Swój pierwszy lot kosmiczny Jurij Romanienko rozpoczął 10 grudnia 1977 na pokładzie Sojuza 26. Był dowódcą misji i razem z inżynierem pokładowym Gieorgijem Grieczką stanowili pierwszą stałą załogę stacji kosmicznej nowej generacji – Saluta 6. W odróżnieniu do poprzedniej ekspedycji Sojuza 25 tym razem kosmonauci pomyślnie przycumowali do Saluta i mogli przejść na jego pokład. 20 grudnia 1977 obaj wyszli na zewnątrz stacji kosmicznej. Przeprowadzili inspekcję węzła cumowniczego, do którego nie mógł przycumować Sojuz 25. Nie wykazała ona uszkodzeń, co umożliwiło w styczniu 1978 przyłączenie do Saluta 6 drugiego statku załogowego – Sojuz 27. Przez 5 dni razem ze stałą załogą stacji pracowali na niej również Władimir Dżanibekow oraz Oleg Makarow. 22 stycznia 1978 do zespołu orbitalnego Salut 6 – Sojuz 27 przycumował pierwszy statek transportowy Progress 1. Na jego pokładzie znajdowały się zapasy żywności oraz zaopatrzenie dla stacji. Na początku marca 1978 na pokładzie Sojuza 28 przybyła pierwsza międzynarodowa załoga – Aleksiej Gubariew i Vladimír Remek (Czechosłowacja). 16 marca 1978, po ponad 96 dniach lotu, kosmonauci na pokładzie Sojuza 27 powrócili na Ziemię, ustanawiając nowy rekord pobytu człowieka w przestrzeni kosmicznej.
- „Sojuz 38”

Podczas swojej drugiej kosmicznej misji Jurij Romanienko dowodził statkiem Sojuz 38. Był to kolejny lot realizowany w ramach programu Interkosmos. W locie wziął udział także kubański kosmonauta Arnaldo Tamayo Méndez. 18 września 1980 wystartowali w kierunku stacji kosmicznej Salut 6. Dzień później po pomyślnym dokowaniu przeszli na jej pokład. W tym czasie pracowali tam: Leonid Popow i Walerij Riumin. Podczas wspólnych prac kosmonauci przeprowadzili około 20 eksperymentów, głównie o charakterze medyczno-biologicznym. Powrót załogi z orbity nastąpił 26 września 1980. Kapsuła Sojuza 38 osiadła w odległości około 175 kilometrów od Żezkazganu.
- „Sojuz TM-2”

Trzeci i zarazem najdłuższy lot Jurij Romanienko rozpoczął 5 lutego 1987. Razem z inżynierem pokładowym Aleksandrem Ławiejkinem krótko przed startem zastąpili załogę, która była pierwotnie wyznaczona do tego lotu. Po dwóch dniach od startu kosmonauci przycumowali Sojuza TM-2 do stacji kosmicznej Mir. Byli drugą stałą załogą jaka pracowała na jej pokładzie. W kwietniu 1987 do zespołu orbitalnego przyłączono astrofizyczny moduł Kwant. 11 kwietnia Romanienko i Ławiejkin przez blisko cztery godziny pracowali poza stacją. W tym czasie usunęli przedmiot jaki znalazł się pomiędzy Mirem a nowym modułem. Dzięki tej operacji mogło dojść do hermetycznego połączenia obu obiektów i rozbudowy kompleksu orbitalnego. Później obaj jeszcze dwukrotnie wychodzili w otwarty kosmos. 12 czerwca na blisko dwie godziny i 16 czerwca na ponad trzy godziny. W lipcu 1987 dotarła do nich radziecko-syryjska załoga: Aleksandr Wiktorienko, Aleksandr Aleksandrow i obywatel Syrii Muhammad Faris. Po wykonaniu programu lotu na Ziemię oprócz Wiktorienki i Farisa powrócił również Aleksandr Ławiejkin, u którego wykryto nieprawidłowości w pracy serca. Na stacji do końca misji pozostał natomiast Aleksandr Aleksandrow. Pod koniec grudnia do stacji na pokładzie Sojuza TM-4 przybyli zmiennicy: Władimir Titow i Musa Manarow. Towarzyszył im Anatolij Lewczenko – kosmonauta przygotowujący się wtedy do lotów na radzieckim wahadłowcu typu Buran. 29 grudnia 1987 Romanienko, Aleksandrow i Lewczenko powrócili na Ziemię. Ponad 326 dni spędzonych przez Romanienkę na orbicie było rekordem, który poprawiła rok później ekipa Sojuza TM-4.

## Odznaczenia i nagrody
- Medal Złota Gwiazda Bohatera Związku Radzieckiego – dwukrotnie (1978, 1980)
- Order Lenina – trzykrotnie (1978, 1980, 1987)
- Order Czerwonej Gwiazdy (1976)
- Medal „Za zasługi w podboju kosmosu” (2011, Rosja)[2]
- Order Narodowej Republiki Bułgarii I klasy (1979)
- Bohater Czechosłowackiej Republiki Socjalistycznej (1978)
- Order Klementa Gottwalda (ČSSR)
- Medal Braterstwa Broni I stopnia (ČSSR)
- Złota Gwiazda Republiki Kuby (1980)
- Order Playa Giron (1980, Kuba)
- Medal 30-lecia Sił Powietrznych (1986, Kuba)
- Złoty Medal Akademii Nauk ZSRR im. Konstantina E. Ciołkowskiego
- Złoty Medal Czechosłowackiej Akademii Nauk
- Złoty Medal im. Jurija A. Gagarina – dwukrotnie (FAI)
- Medal De la Vaulx – dwukrotnie (FAI)
- Universal Astronaut Insignia za lot orbitalny (nr 85) – Stowarzyszenie Uczestników Lotów Kosmicznych (Association of Space Explorers(inne języki))[3]

## Wykaz lotów
| Loty kosmiczne, w których uczestniczył Jurij W. Romanienko               | Loty kosmiczne, w których uczestniczył Jurij W. Romanienko | Loty kosmiczne, w których uczestniczył Jurij W. Romanienko | Loty kosmiczne, w których uczestniczył Jurij W. Romanienko | Loty kosmiczne, w których uczestniczył Jurij W. Romanienko | Loty kosmiczne, w których uczestniczył Jurij W. Romanienko | Loty kosmiczne, w których uczestniczył Jurij W. Romanienko |
| №                                                                        | Data startu                                                | Statek kosmiczny                                           | Data lądowania                                             | Statek kosmiczny                                           | Funkcja                                                    | Czas trwania                                               |
| ------------------------------------------------------------------------ | ---------------------------------------------------------- | ---------------------------------------------------------- | ---------------------------------------------------------- | ---------------------------------------------------------- | ---------------------------------------------------------- | ---------------------------------------------------------- |
| 1                                                                        | 10 grudnia 1977                                            | Sojuz 26                                                   | 16 marca 1978                                              | Sojuz 27                                                   | Dowódca                                                    | 96 dni 10 godzin 8 sekund                                  |
| 2                                                                        | 18 września 1980                                           | Sojuz 38                                                   | 26 września 1980                                           | Sojuz 38                                                   | Dowódca                                                    | 7 dni 20 godzin 43 minuty i 24 sekundy                     |
| 3                                                                        | 5 lutego 1987                                              | Sojuz TM-2                                                 | 29 grudnia 1987                                            | Sojuz TM-3                                                 | Dowódca                                                    | 326 dni 11 godzin 37 minut i 59 sekund                     |
| Łączny czas spędzony w kosmosie – 430 dni 18 godzin 21 minut i 31 sekund |                                                            |                                                            |                                                            |                                                            |                                                            |                                                            |